# Rhizophydium graminis
Rhizophydium graminis är en svampart som beskrevs av Ledingham 1936. Rhizophydium graminis ingår i släktet Rhizophydium och familjen Rhizophydiaceae.   Inga underarter finns listade i Catalogue of Life.